# Italo Santelli
Italo Santelli (Carrodano, 15 agosto 1866 – Livorno, 8 febbraio 1945) è stato uno schermidore italiano, specializzato nella sciabola.
Viene considerato uno dei padri della sciabola moderna. Italiano di nascita, si trasferì a trent'anni in Ungheria, dove contribuì a dar vita alla prestigiosa tradizione magiara nella scherma. Vinse con l'Italia la medaglia d'argento alle Olimpiadi di Parigi 1900 nella gara individuale di sciabola per maestri.

## Biografia

### Dall'Italia all'Ungheria
Dopo il diploma alla scuola magistrale, Italo Santelli si dedicò alla scherma, diventando un apprezzato maestro di sciabola conosciuto anche all'estero. Su invito del governo ungherese, nel 1896 si trasferì a Budapest e, con le sovvenzioni statali ricevute, aprì una palestra di scherma. Nel 1897 nacque a Budapest il figlio Giorgio, che avrebbe poi seguito le orme paterne come atleta ed istruttore di scherma.
La Salle Santelli, la palestra del maestro Santelli, divenne presto uno dei centri sportivi più rinomati, frequentato dalla nobiltà e dall'alta borghesia mitteleuropea. Il suo metodo innovativo si basava su una maggior flessibilità del polso e su un miglior lavoro delle dita per controllare la lama e i colpi. Grazie agli insegnamenti del maestro italiano si formò una scuola di scherma che ottenne e continua ad ottenere successi a livello internazionale.

### Una medaglia contestata

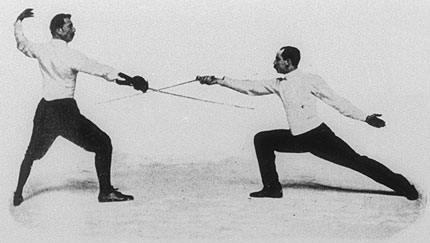
Italo Santelli (a sinistra) con Jean-Baptiste Mimiague. La foto fu presa dalla rivista LIFE in occasione dei giochi olimpici del 1900

Nel 1900 Santelli partecipò alle Olimpiadi di Parigi. Vinse la medaglia d'argento nella gara di sciabola per maestri d'arte, sconfitto in finale dal connazionale Antonio Conte.
In quelle Olimpiadi le gare di scherma erano distinte in due categorie, i dilettanti e i maestri d'armi, ossia istruttori professionisti: per alcuni puristi le medaglie di Conte e Santelli non andrebbero quindi considerate nel computo delle medaglie olimpiche. Il CIO comunque le riconosce entrambe per l'Italia nel medagliere ufficiale delle Olimpiadi. In realtà, lo stesso Pierre de Coubertin aveva autorizzato l'eccezione alla regola del dilettantismo per i maestri d'armi, ritenendoli l'unica categoria affine allo spirito olimpico, pur se professionisti. Di conseguenza nel computo totali delle medaglie olimpiche della scherma vanno entrambe regolarmente conteggiate per l'Italia.
Nel database del CIO la medaglia di Italo Santelli viene attribuita all'Italia, suo paese di nascita, anche se Santelli risiedeva all'epoca in Ungheria ma non era cittadino ungherese. Pure il CONI la considera tra le medaglie italiane. In generale le statistiche delle prime olimpiadi non sono pienamente attendibili perché non esistono archivi ufficiali dell'epoca e i dati sono stati ricostruiti molti anni dopo ricercando tra varie fonti. Inoltre, nelle prime edizioni dei Giochi la maggior parte degli atleti partecipava a titolo individuale, fino a quando non vennero istituiti i vari comitati olimpici nazionali e di conseguenza le delegazioni olimpiche ufficiali dei rispettivi paesi (il CONI fu fondato nel 1914).

### "Traditore della patria" e duello d'onore
Alle Olimpiadi del 1924 Italo Santelli era uno degli allenatori della nazionale magiara. Durante il torneo individuale di sciabola, scoppiò un battibecco tra schermidori italiani ed ungheresi. Santelli tradusse per gli ungheresi le frasi degli italiani, con il risultato che, dopo la protesta ungherese, il CIO squalificò l'italiano Oreste Puliti, in corsa per l'oro, per comportamento anti-sportivo. In Italia l'intervento di Santelli fu visto come tradimento della patria e la stampa gli si scagliò contro: l'inviato de La Gazzetta dello Sport Adolfo Cotronei, nelle corrispondenze da Parigi, definì Santelli traditore ("Italo? Ungaro piuttosto!"). Il CONI lo depennò dall'elenco delle medaglie olimpiche italiane, attribuendo le sue medaglie all'Ungheria. Successivamente venne reinserito dal CONI nell'elenco delle medaglie olimpiche.
Per salvare il proprio onore, Santelli sfidò a duello il giornalista che lo aveva offeso. Avvalendosi di una regola del codice cavalleresco, si fece rappresentare dal figlio Giorgio, campione olimpico con la nazionale italiana di sciabola nel 1920. Il duello avvenne sul serio, su una barca al largo di Abbazia, tra Trieste e Fiume. In un'intervista del 1968 al New York Times, Giorgio Santelli ricordò quel duello: durò circa tre minuti e mezzo e venne interrotto perché Adolfo Cotronei era rimasto accecato da un colpo alla testa. Cotronei si riprese, ma gli dovettero dare 12 punti di sutura.

## Riferimenti nella cultura
La fama di Santelli in Ungheria è tale che a lui è stato persino dedicato un piatto della cucina ungherese. Le "uova alla Santelli", o "frittata alla Santelli", sono una preparazione a base di uova, salsiccia, pancetta, pomodoro, formaggio grattugiato e pepe.

## Palmarès

### Risultati élite
In carriera ha ottenuto i seguenti risultati:
Giochi olimpici
Individuale
- Argento nella sciabola per maestri a Parigi 1900

A squadre